# Joakim von Anka
Joakim von Anka, även kallad Farbror Joakim, är en av Disneys många seriefigurer. Han skapades av Carl Barks 1947. Seriefiguren är lika snål som han är rik, och han presenteras som morbror till Kalle Anka, men kallas för farbror i serierna.

## Historia
Seriefiguren är en kreation av serieskaparen Carl Barks. Han förekom första gången i serien "Jul på Björnberget", publicerad 1947 i USA. Figuren, och det engelska originalnamnet Scrooge McDuck, är inspirerade av rollfiguren Ebenezer Scrooge i Charles Dickens drama "En julsaga". Joakim har även rollen som Ebenezer Scrooge i den animerade kortfilmen Musse Piggs julsaga, som baserar sig på Charles Dickens berättelse. En möjlig förlaga till Joakim finns i propagandafilmen The Spirit of '43.
Joakim von Anka är morbror till Kalle Anka. Enligt Don Rosas släktträd så föddes Joakim 1867 och dör 1967. Vid sitt första svenska uppträdande fick han heta Farbror Rike Per. Enligt tidskriften Forbes var Joakim von Anka den rikaste påhittade karaktären 2013, med en uppskattad förmögenhet på 65,4 miljarder dollar.

## Personlighet
Joakim är världens rikaste och antagligen snålaste anka. Hans konkurrenter som slåss om bägge dessa titlar, och tillika stora rivaler, är Guld-Ivar Flinthjärta och Pontus von Pluring. Han har en sekreterare, fröken Näbblund, och får ofta hjälp av Ankeborgsbon och berömde uppfinnaren Oppfinnar-Jocke.
Joakim förvarar sina pengar i en gigantisk pengabinge i Ankeborg. Anledningen till detta är att han älskar dem, kanske mer än deras egentliga värde. Han har också för vana att ta en simtur bland pengarna. Han nämner antalet pengar ibland, dock på olika sätt. Enligt Kalle Anka & Co 46/75 har han 500 kvadriljoner, 253 triljoner, 675 biljoner, 123 miljarder, 934 miljoner, 3500 kronor och 13 öre. Också förekommer en summa på två fantastiljoner massviliarder octavillioner kvadribillioner kvantriljoner kronor och tjugotre öre. Ett annat vanligt förekommande antal kontanter är tre kubiktunnland – hur nu det går till.
Ända sedan Joakims ungdom har de välkända skurkarna Björnligan varit ute efter hans pengar. Dessa försöker om och om igen att inta pengabingen, men misslyckas alltid till sist och hamnar i fängelse. I en serie tecknad av Don Rosa kommer de in i bingen genom en okänd väg under vatten, och tar sig från rum till rum genom ventilationssystemet. De lyckas dock oskadliggöras av själva bingen, och tas senare omhand av Ankeborgs poliskår.
Joakims första krona, "turkronan", är den slant som han värderar högst och som han förvarar i en speciell glasmonter. Trollpackan Magica de Hex vill gång på gång stjäla denna för att kunna smälta den i vulkanen Vesuvius och få förmågan att omvandla vilka föremål som helst till guld, liksom kung Midas.
Carl Barks och hans efterföljare har ofta låtit Joakim falla tillbaka på anekdoter om hur han under sitt långa, hårda liv byggde upp sin förmögenhet. Under 1990-talet gjorde tecknaren Don Rosa slag i sak och skrev en episk berättelse om Joakims liv som inte minst i Sverige har tagits emot med stor entusiasm – år 1997 gav Egmont Serieförlaget ut samtliga avsnitt i en inbunden bok. Här berättas bland annat hur Joakim, liksom verklighetens guldletare, reser till kanadensiska Klondike på 1890-talet för att hitta guld.
Joakim kan också ses som den verklige grundaren av Ankeborg, som bara var en by när han kom dit år 1902. När han återvände från affärsresor över hela världen 30 år senare, var staden en metropol.
Joakim är ende son till "Scotty" von Anka och Dunhilde O'Rapp samt bror till Kalle Ankas mor, Hortensia. (Detta enligt både Carl Barks och Don Rosa.) Han har även en andra syster vid namn Matilda, som han återförenades med i serien Brev hemifrån av Don Rosa.
I tv-serien Ducktales är det Joakim som har fått vårdnaden om Knattarna. Här visar han upp en mycket mjuk sida och visar sig ha ett hjärta av guld.

## Namn och släktskap
I det engelska originalet heter Joakim Scrooge McDuck, ett namn som tycks passa bättre med hans skotska härkomst än det tyskklingande von Anka. Det är även underligt att han konsekvent refereras till som Farbror Joakim, när de släktträd som finns publicerade alla identifierar honom som Kalles morbror. En förklaring kan vara att Axel Norbeck som ursprungligen översatte Joakims namn inte gjorde någon mer noggrann bakgrundsundersökning, utan bara valde "farbror" eftersom engelskans uncle kan betyda både morbror och farbror.
Detta kan få ganska lustiga följder. I en serie där Don Rosa skildrar Kalles och Joakims första möte, tvingas Joakim i den svenska versionen uttryckligen be Kalle om att kalla honom för farbror, efter att precis ha presenterat sig som hans morbror ("Jag är din morbror. Men kalla mig "farbror.").